# Convocazioni per il campionato mondiale di hockey su ghiaccio maschile 2003
Ciascuna squadra partecipante al Campionato mondiale di hockey su ghiaccio maschile 2003 consisteva al massimo di 22 giocatori di movimento (attaccanti e difensori) e 3 portieri.

## Gruppo A

### Germania
Allenatore:  Hans Zack.
Lista dei convocati aggiornata all'11 maggio 2003.
| N. | Pos. | Nome                | Anno | Alt. | Peso | Tiro | Squadra             |
| -- | ---- | ------------------- | ---- | ---- | ---- | ---- | ------------------- |
| 1  | P    | Oliver Jonas        | 1982 | 184  | 80   | L    | Eisbären Berlino    |
| 2  | D    | Jochen Molling      | 1973 | 186  | 100  | L    | Hamburg Freezers    |
| 7  | D    | Sascha Goc          | 1979 | 188  | 103  | R    | Adler Mannheim      |
| 10 | D    | Christian Ehrhoff   | 1982 | 188  | 88   | L    | Krefeld Pinguine    |
| 11 | A    | Sven Felski         | 1974 | 180  | 78   | L    | Eisbären Berlino    |
| 12 | D    | Mirko Lüdemann      | 1973 | 180  | 83   | L    | Kölner Haie         |
| 21 | P    | Alexander Jung      | 1978 | 185  | 78   | L    | DEG Metro Stars     |
| 22 | A    | Martin Reichel      | 1973 | 187  | 88   | L    | Nürnberg Ice Tigers |
| 26 | A    | Daniel Kreutzer     | 1979 | 176  | 88   | L    | DEG Metro Stars     |
| 27 | A    | Tobias Abstreiter   | 1970 | 178  | 83   | L    | Kassel Huskies      |
| 31 | D    | Andreas Renz        | 1977 | 183  | 93   | L    | Kölner Haie         |
| 32 | A    | Tomáš Martinec      | 1976 | 182  | 86   | L    | Adler Mannheim      |
| 34 | A    | Eduard Lewandowski  | 1980 | 186  | 93   | L    | Kölner Haie         |
| 37 | A    | Tino Boos           | 1975 | 180  | 84   | R    | Kölner Haie         |
| 41 | D    | Daniel Kunce        | 1971 | 186  | 93   | L    | Krefeld Pinguine    |
| 44 | A    | Len Soccio          | 1967 | 180  | 85   | L    | Hannover Scorpions  |
| 49 | A    | Klaus Kathan        | 1977 | 182  | 85   | R    | Adler Mannheim      |
| 55 | A    | Boris Blank         | 1978 | 184  | 92   | L    | Eisbären Berlino    |
| 57 | A    | Marcel Goc          | 1983 | 183  | 91   | L    | Adler Mannheim      |
| 58 | D    | Lasse Kopitz        | 1980 | 188  | 88   | L    | Iserlohn Roosters   |
| 61 | A    | Björn Christen      | 1981 | 180  | 85   | L    | Iserlohn Roosters   |
| 75 | A    | Andreas Morczinietz | 1978 | 183  | 79   | L    | Kölner Haie         |
| 76 | D    | Stephan Retzer      | 1976 | 182  | 88   | L    | Kassel Huskies      |
| 80 | P    | Robert Müller       | 1980 | 172  | 82   | R    | Krefeld Pinguine    |
| 83 | D    | Jan Benda           | 1972 | 190  | 100  | R    | Ak Bars Kazan’      |

LEGENDA:

P = Portiere, D = Difensore, A = Attaccante, L = sinistra, R = destra

### Giappone
Allenatore:  Timo Tuomi.
Lista dei convocati aggiornata all'11 maggio 2003.
| N. | Pos. | Nome               | Anno | Alt. | Peso | Tiro | Squadra             |
| -- | ---- | ------------------ | ---- | ---- | ---- | ---- | ------------------- |
| 3  | D    | Kengo Ito          | 1978 | 181  | 81   | R    | Nippon Paper Cranes |
| 5  | D    | Fumitaka Miyauchi  | 1972 | 181  | 80   | L    | Kokudo Ice          |
| 6  | D    | Makoto Kawashima   | 1979 | 180  | 82   | L    | Oji Eagles          |
| 7  | D    | Joel Oshiro        | 1971 | 179  | 78   | R    | Nippon Paper Cranes |
| 8  | D    | Nobuhiro Sugawara  | 1975 | 180  | 82   | R    | Oji Eagles          |
| 11 | D    | Yutaka Kawaguchi   | 1973 | 174  | 77   | R    | Kokudo Ice          |
| 12 | A    | Tomohiko Uchiyama  | 1979 | 173  | 73   | L    | Kokudo Ice          |
| 13 | A    | Yosuke Kon         | 1978 | 180  | 78   | L    | Kokudo Ice          |
| 15 | A    | Daisuke Obara      | 1981 | 176  | 74   | L    | Waseda WMW          |
| 16 | A    | Tetsuya Saito      | 1978 | 176  | 75   | R    | Oji Eagles          |
| 18 | A    | Takahito Suzuki    | 1975 | 173  | 75   | R    | Charlotte Checkers  |
| 19 | A    | Takeshi Saito      | 1981 | 175  | 79   | R    | Oji Eagles          |
| 22 | A    | Tomohito Kobayashi | 1974 | 172  | 74   | L    | Seibu Bears Tokyo   |
| 24 | A    | Kunihiko Sakurai   | 1972 | 182  | 84   | R    | Oji Eagles          |
| 27 | P    | Jiro Nihei         | 1971 | 172  | 75   | L    | Nippon Paper Cranes |
| 28 | D    | Daniel Daikawa     | 1971 | 180  | 85   | R    | Seibu Bears Tokyo   |
| 39 | P    | Naoya Kikuchi      | 1975 | 180  | 77   | L    | Seibu Bears Tokyo   |
| 47 | A    | Yoshikazu Kabayama | 1965 | 170  | 78   | L    | Seibu Bears Tokyo   |
| 51 | D    | Koichi Yamazaki    | 1976 | 177  | 75   | L    | Seibu Bears Tokyo   |
| 61 | P    | Masahito Haruna    | 1973 | 184  | 76   | L    | Nikkō Ice Bucks     |
| 71 | A    | Ryan Kuwabara      | 1972 | 185  | 91   | R    | Belfast Giants      |
| 73 | A    | Keiji Sasaki       | 1977 | 172  | 72   | L    | Kokudo Ice          |
| 75 | A    | Chris Yule         | 1975 | 175  | 72   | L    | Kokudo Ice          |
| 81 | A    | Masatoshi Ito      | 1978 | 175  | 72   | R    | Nippon Paper Cranes |
| 87 | A    | Shuji Masuko       | 1978 | 175  | 89   | R    | Kokudo Ice          |

LEGENDA:

P = Portiere, D = Difensore, A = Attaccante, L = sinistra, R = destra

### Slovacchia
Allenatore:  František Hossa.
Lista dei convocati aggiornata all'11 maggio 2003.
| N. | Pos. | Nome               | Anno | Alt. | Peso | Tiro | Squadra             |
| -- | ---- | ------------------ | ---- | ---- | ---- | ---- | ------------------- |
| 6  | D    | Radoslav Suchý     | 1976 | 188  | 88   | L    | Phoenix Coyotes     |
| 7  | D    | Martin Štrbák      | 1975 | 191  | 96   | L    | HPK                 |
| 9  | A    | Ľubomír Vaic       | 1977 | 172  | 80   | L    | SaiPa               |
| 11 | D    | Dušan Milo         | 1973 | 176  | 84   | L    | MODO                |
| 12 | A    | Peter Bondra       | 1968 | 183  | 95   | L    | Washington Capitals |
| 15 | A    | Jozef Stümpel      | 1972 | 190  | 100  | R    | Boston Bruins       |
| 16 | A    | Vladimír Országh   | 1977 | 180  | 86   | L    | Nashville Predators |
| 17 | D    | Ľubomír Višňovský  | 1976 | 178  | 84   | L    | Los Angeles Kings   |
| 18 | A    | Miroslav Šatan - C | 1974 | 188  | 89   | L    | Buffalo Sabres      |
| 20 | A    | Richard Zedník     | 1976 | 183  | 90   | L    | Montreal Canadiens  |
| 21 | A    | Zdeno Cíger        | 1969 | 187  | 85   | L    | Slovan Bratislava   |
| 22 | A    | Richard Kapuš      | 1973 | 182  | 92   | L    | Slovan Bratislava   |
| 23 | D    | Ivan Majeský       | 1976 | 194  | 105  | R    | Florida Panthers    |
| 24 | A    | Žigmund Pálffy     | 1972 | 180  | 83   | L    | Los Angeles Kings   |
| 25 | P    | Ján Lašák          | 1979 | 183  | 83   | L    | Nashville Predators |
| 27 | A    | Ladislav Nagy      | 1979 | 180  | 87   | L    | Phoenix Coyotes     |
| 29 | P    | Pavol Rybár        | 1971 | 180  | 85   | L    | Slovan Bratislava   |
| 30 | A    | Miroslav Hlinka    | 1972 | 187  | 94   | L    | MODO                |
| 31 | P    | Rastislav Staňa    | 1980 | 186  | 86   | L    | Portland Pirates    |
| 38 | A    | Pavol Demitra      | 1974 | 182  | 92   | L    | St. Louis Blues     |
| 41 | D    | Richard Lintner    | 1977 | 190  | 96   | R    | Pittsburgh Penguins |
| 67 | D    | Róbert Švehla      | 1969 | 180  | 94   | R    | Toronto Maple Leafs |
| 74 | D    | Ladislav Čierny    | 1974 | 184  | 83   | L    | Lada Togliatti      |
| 91 | A    | Peter Sejna        | 1979 | 178  | 90   | L    | St. Louis Blues     |
| 92 | A    | Branko Radivojevič | 1980 | 185  | 96   | R    | Phoenix Coyotes     |

LEGENDA:

P = Portiere, D = Difensore, A = Attaccante, L = sinistra, R = destra

### Ucraina
Allenatore:  Anatolij Bogdanov.
Lista dei convocati aggiornata all'11 maggio 2003.
| N. | Pos. | Nome                  | Anno | Alt. | Peso | Tiro | Squadra            |
| -- | ---- | --------------------- | ---- | ---- | ---- | ---- | ------------------ |
| 1  | P    | Kostjantyn Simčuk     | 1974 | 183  | 85   | L    | Salavat Julaev     |
| 2  | D    | Jurij Hun'ko          | 1972 | 190  | 100  | L    | Sokol Kiev         |
| 3  | D    | Serhij Klyment'jev    | 1975 | 187  | 82   | L    | Magnitogorsk       |
| 4  | D    | V″jačeslav Tymčenko   | 1971 | 182  | 83   | L    | Sachsen Füchse     |
| 6  | D    | Andriy Srjubko        | 1975 | 189  | 96   | L    | Sokol Kiev         |
| 7  | A    | Vasyl' Bobrovnykov    | 1971 | 173  | 80   | L    | Sokol Kiev         |
| 8  | A    | Dmitro Chrystyč       | 1969 | 188  | 96   | R    | Magnitogorsk       |
| 9  | A    | Serhij Charčenko      | 1976 | 178  | 86   | R    | EV Füssen          |
| 10 | A    | Vadym Šachrajčuk      | 1974 | 189  | 95   | L    | Spartak Mosca      |
| 11 | D    | Artem Ostrouško       | 1974 | 186  | 91   | L    | SKA Pietroburgo    |
| 14 | D    | Valeriy Šyrjajev      | 1963 | 178  | 83   | L    | Zugo               |
| 15 | A    | Vitalij Lytvynenko    | 1970 | 183  | 85   | L    | Torpedo N. Novg.   |
| 18 | A    | Andriy Nikolajev      | 1972 | 183  | 79   | R    | Sokol Kiev         |
| 19 | A    | Borys Procenko        | 1978 | 182  | 87   | L    | Sokol Kiev         |
| 20 | P    | Ihor Karpenko         | 1976 | 171  | 90   | L    | Magnitogorsk       |
| 21 | A    | Kostjantyn Kasjančuk  | 1979 | 182  | 88   | R    | Chimik Voskresensk |
| 22 | P    | Vadym Seliverstov     | 1981 | 172  | 75   | L    | Sokol Kiev         |
| 23 | A    | Roman Sal'nykov       | 1976 | 185  | 87   | R    | Kryl'ja Sovetov    |
| 25 | A    | Bohdan Savenko        | 1974 | 186  | 93   | R    | Sokol Kiev         |
| 26 | A    | Serhij Varlamov       | 1978 | 182  | 90   | L    | St. Louis Blues    |
| 27 | A    | Ruslan Bezščasnyj     | 1979 | 177  | 78   | L    | EV Füssen          |
| 28 | A    | Artem Hnidenko        | 1980 | 178  | 84   | R    | Riga 2000          |
| 29 | A    | Oleksandr Zinevyč     | 1979 | 179  | 85   | L    | Peoria Rivermen    |
| 30 | D    | V″jačeslav Zaval'njuk | 1974 | 181  | 90   | L    | SKA Pietroburgo    |

LEGENDA:

P = Portiere, D = Difensore, A = Attaccante, L = sinistra, R = destra

## Gruppo B

### Danimarca
Allenatore:  Mikael Lundström.
Lista dei convocati aggiornata all'11 maggio 2003.
| N. | Pos. | Nome               | Anno | Alt. | Peso | Tiro | Squadra                   |
| -- | ---- | ------------------ | ---- | ---- | ---- | ---- | ------------------------- |
| 2  | D    | Jesper Duus        | 1967 | 188  | 90   | L    | Herlev Hornets            |
| 5  | D    | Daniel Nielsen     | 1980 | 188  | 71   | R    | Herning Blue Fox          |
| 6  | D    | Thomas Johnsen     | 1979 | 185  | 90   | L    | Troja-Ljungby             |
| 7  | D    | Jesper Damgaard    | 1975 | 188  | 92   | R    | MODO                      |
| 8  | A    | Thor Dresler       | 1979 | 188  | 96   | L    | Troja-Ljungby             |
| 10 | A    | Bo Nordby Tranholm | 1979 | 180  | 85   | L    | Aalborg                   |
| 11 | A    | Lasse Degn         | 1977 | 181  | 80   | L    | Rungsted                  |
| 12 | A    | Mads True          | 1972 | 185  | 87   | L    | Odense Bulldogs           |
| 13 | A    | Ronny Larsen       | 1971 | 180  | 88   | R    | Aalborg                   |
| 14 | A    | Lars Mølgaard      | 1979 | 189  | 86   | R    | Frederikshavn White Hawks |
| 15 | A    | Frans Nielsen      | 1984 | 182  | 78   | L    | Malmö                     |
| 16 | D    | Dan Jensen         | 1969 | 184  | 90   | R    | Herning Blue Fox          |
| 17 | A    | Nicolas Monberg    | 1980 | 187  | 91   | L    | Rungsted                  |
| 19 | A    | Kim Staal          | 1978 | 184  | 90   | R    | MODO                      |
| 22 | A    | Mike Grey          | 1975 | 184  | 86   | L    | Frederikshavn White Hawks |
| 23 | D    | Frederik Åkesson   | 1971 | 192  | 94   | L    | Aalborg                   |
| 24 | A    | Søren True         | 1968 | 188  | 94   | L    | Herlev Hornets            |
| 25 | D    | Andreas Andreasen  | 1976 | 184  | 96   | L    | EfB Ishockey              |
| 27 | A    | Jens Nielsen       | 1969 | 18   | 83   | L    | Leksand                   |
| 29 | A    | Morten Green       | 1981 | 180  | 82   | L    | MODO                      |
| 30 | P    | Michael Madsen     | 1980 | 177  | 88   | L    | Rungsted                  |
| 31 | P    | Peter Hirsch       | 1979 | 183  | 76   | R    | MODO                      |
| 90 | P    | Jan Jensen         | 1971 | 192  | 100  | L    | EfB Ishockey              |

LEGENDA:

P = Portiere, D = Difensore, A = Attaccante, L = sinistra, R = destra

### Russia
Allenatore:  Vladimir Pljuščev.
Lista dei convocati aggiornata all'11 maggio 2003.
| N. | Pos. | Nome               | Anno | Alt. | Peso | Tiro | Squadra             |
| -- | ---- | ------------------ | ---- | ---- | ---- | ---- | ------------------- |
| 2  | D    | Vasilij Turkovskij | 1974 | 188  | 93   | L    | Severstal’          |
| 4  | D    | Vitalij Proškin    | 1976 | 192  | 99   | L    | Ak Bars Kazan’      |
| 7  | D    | Aleksandr Guskov   | 1976 | 189  | 92   | L    | Lok. Jaroslavl’     |
| 8  | D    | Sergej Gusev       | 1975 | 188  | 92   | L    | Severstal’          |
| 9  | A    | Aleksandr Suglobov | 1982 | 185  | 85   | L    | Lok. Jaroslavl’     |
| 11 | A    | Aleksandr Frolov   | 1978 | 188  | 90   | R    | Los Angeles Kings   |
| 13 | A    | Pavel Dacjuk       | 1978 | 178  | 86   | L    | Detroit Red Wings   |
| 14 | A    | Igor' Grigorenko   | 1983 | 179  | 92   | L    | Lada Togliatti      |
| 16 | A    | Sergej Zinov'ev    | 1980 | 180  | 80   | L    | Ak Bars Kazan’      |
| 18 | A    | Ivan Novosel'cev   | 1979 | 183  | 95   | L    | Florida Panthers    |
| 19 | A    | Oleg Saprykin      | 1981 | 186  | 85   | L    | Calgary Flames      |
| 21 | A    | Aleksej Kajgorodov | 1983 | 182  | 87   | L    | Magnitogorsk        |
| 23 | A    | Sergej Soin        | 1982 | 184  | 84   | L    | Kryl'ja Sovetov     |
| 24 | A    | Vladimir Antipov   | 1978 | 180  | 90   | L    | Lok. Jaroslavl’     |
| 25 | A    | Denis Archipov     | 1979 | 188  | 96   | L    | Nashville Predators |
| 28 | D    | Aleksandr Ždan     | 1971 | 179  | 86   | R    | Dinamo Mosca        |
| 29 | D    | Aleksandr Chavanov | 1972 | 185  | 91   | L    | St. Louis Blues     |
| 30 | P    | Andrej Carëv       | 1975 | 187  | 88   | L    | Ak Bars Kazan’      |
| 31 | P    | Egor Podomackij    | 1976 | 177  | 76   | L    | Lok. Jaroslavl’     |
| 32 | A    | Aleksandr Sëmin    | 1984 | 187  | 85   | R    | Lada Togliatti      |
| 33 | D    | Dmitrij Erofeev    | 1970 | 182  | 87   | R    | Ak Bars Kazan’      |
| 34 | D    | Sergej Vyšedkevič  | 1975 | 185  | 94   | L    | Dinamo Mosca        |
| 39 | P    | Maksim Sokolov     | 1972 | 180  | 81   | L    | Avangard Omsk       |
| 45 | D    | Dmitrij Kalinin    | 1980 | 188  | 97   | L    | Buffalo Sabres      |
| 71 | A    | Il'ja Koval'čuk    | 1983 | 189  | 100  | R    | Atlanta Thrashers   |

LEGENDA:

P = Portiere, D = Difensore, A = Attaccante, L = sinistra, R = destra

### Stati Uniti
Allenatore:  Lou Vairo.
Lista dei convocati aggiornata all'11 maggio 2003.
| N. | Pos. | Nome              | Anno | Alt. | Peso | Tiro | Squadra             |
| -- | ---- | ----------------- | ---- | ---- | ---- | ---- | ------------------- |
| 2  | D    | Brett Hauer       | 1971 | 189  | 93   | R    | Ginevra-Servette    |
| 3  | D    | Mike Mottau       | 1978 | 184  | 87   | L    | Saint John Flames   |
| 4  | D    | Jordan Leopold    | 1980 | 187  | 95   | L    | Calgary Flames      |
| 5  | D    | Joe Corvo         | 1977 | 184  | 93   | R    | Los Angeles Kings   |
| 6  | D    | Phil Housley - C  | 1964 | 180  | 85   | L    | Toronto Maple Leafs |
| 7  | A    | Matt Cullen       | 1976 | 187  | 89   | L    | Florida Panthers    |
| 8  | A    | Kevin Miller - A  | 1965 | 182  | 87   | L    | Davos               |
| 9  | A    | John Pohl         | 1979 | 184  | 89   | R    | Worcester IceCats   |
| 13 | A    | Chris Ferraro     | 1973 | 180  | 80   | R    | Portland Pirates    |
| 15 | A    | Ted Drury         | 1971 | 184  | 87   | L    | Hamburg Freezers    |
| 16 | A    | Niko Dimitrakos   | 1979 | 182  | 91   | R    | San Jose Sharks     |
| 17 | A    | Peter Ferraro     | 1973 | 180  | 82   | R    | Portland Pirates    |
| 18 | A    | Adam Hall         | 1980 | 191  | 93   | R    | Nashville Predators |
| 19 | A    | Marty Reasoner    | 1977 | 182  | 86   | L    | Edmonton Oilers     |
| 20 | D    | Jim Fahey         | 1979 | 184  | 93   | R    | San Jose Sharks     |
| 21 | A    | Kelly Fairchild   | 1973 | 182  | 89   | L    | Eisbären Berlino    |
| 22 | D    | John Gruden       | 1970 | 184  | 91   | L    | Eisbären Berlino    |
| 23 | A    | Craig Johnson - A | 1972 | 189  | 89   | L    | Los Angeles Kings   |
| 30 | P    | Ryan Miller       | 1980 | 189  | 76   | L    | Buffalo Sabres      |
| 31 | P    | Chris Rogles      | 1969 | 182  | 80   | L    | Kölner Haie         |
| 35 | P    | Damian Rhodes     | 1969 | 184  | 82   | L    | Greenville Grrrowl  |
| 39 | A    | Brad DeFauw       | 1977 | 189  | 100  | L    | Carolina Hurricanes |
| 51 | D    | Francis Bouillon  | 1975 | 177  | 88   | L    | Montreal Canadiens  |

LEGENDA:

P = Portiere, D = Difensore, A = Attaccante, L = sinistra, R = destra

### Svizzera
Allenatore:  Ralph Krueger.
Lista dei convocati aggiornata all'11 maggio 2003.
| N. | Pos. | Nome                     | Anno | Alt. | Peso | Tiro | Squadra                |
| -- | ---- | ------------------------ | ---- | ---- | ---- | ---- | ---------------------- |
| 4  | A    | Flavien Conne            | 1982 | 177  | 82   | L    | Lugano                 |
| 6  | D    | Lukas Gerber             | 1982 | 187  | 88   | R    | Friburgo-Gottéron      |
| 7  | D    | Mark Streit              | 1977 | 182  | 90   | L    | ZSC Lions              |
| 10 | D    | Severin Blindenbacher    | 1983 | 179  | 85   | R    | Kloten Flyers          |
| 11 | D    | Martin Steinegger        | 1972 | 187  | 90   | L    | Berna                  |
| 12 | A    | Patric Della Rossa       | 1975 | 186  | 90   | R    | ZSC Lions              |
| 13 | D    | Goran Bezina             | 1980 | 189  | 100  | L    | Springfield Falcons    |
| 16 | A    | Adrian Wichser           | 1980 | 181  | 79   | L    | Lugano                 |
| 18 | A    | Luca Cereda              | 1981 | 186  | 96   | R    | St. John's Maple Leafs |
| 19 | A    | Jean-Jacques Aeschlimann | 1967 | 186  | 86   | R    | Lugano                 |
| 21 | A    | Patrick Fischer          | 1975 | 182  | 88   | L    | Davos                  |
| 22 | D    | Olivier Keller           | 1971 | 190  | 90   | L    | Lugano                 |
| 23 | A    | Thierry Paterlini        | 1975 | 183  | 93   | L    | Davos                  |
| 24 | A    | Patrik Bärtschi          | 1984 | 178  | 88   | R    | Kloten Flyers          |
| 27 | A    | Valentin Wirz            | 1981 | 183  | 90   | L    | Friburgo-Gottéron      |
| 28 | A    | Martin Plüss             | 1977 | 174  | 81   | L    | Kloten Flyers          |
| 29 | D    | Beat Forster             | 1983 | 185  | 95   | L    | Davos                  |
| 30 | A    | Marcel Jenni             | 1974 | 180  | 82   | L    | Färjestad              |
| 31 | D    | Mathias Seger            | 1977 | 181  | 87   | L    | ZSC Lions              |
| 35 | A    | Sandy Jeannin            | 1976 | 180  | 83   | L    | Lugano                 |
| 37 | A    | Björn Christen           | 1980 | 183  | 90   | R    | Davos                  |
| 41 | P    | Lars Weibel              | 1974 | 186  | 84   | L    | Davos                  |
| 42 | D    | Patrick Fischer          | 1978 | 180  | 85   | L    | Zugo                   |
| 44 | P    | Marco Bührer             | 1979 | 179  | 84   | L    | Berna                  |
| 49 | P    | Tobias Stephan           | 1984 | 191  | 84   | L    | Kloten Flyers          |

LEGENDA:

P = Portiere, D = Difensore, A = Attaccante, L = sinistra, R = destra

## Gruppo C

### Bielorussia
Allenatore:  Vladimir Krikunov.
Lista dei convocati aggiornata all'11 maggio 2003.
| N. | Pos. | Nome                 | Anno | Alt. | Peso | Tiro | Squadra               |
| -- | ---- | -------------------- | ---- | ---- | ---- | ---- | --------------------- |
| 2  | P    | Sjarhej Šabanaŭ      | 1974 | 179  | 78   | L    | Metallurg Novok.      |
| 3  | D    | Aleh Chmyl' - C      | 1970 | 182  | 92   | R    | Neftechimik           |
| 4  | D    | Aljaksandr Makrycki  | 1971 | 186  | 84   | L    | Kryl'ja Sovetov       |
| 5  | D    | Aljaksandr Radzinski | 1978 | 189  | 94   | R    | Keramin Minsk         |
| 7  | D    | Sjarhej Erkovič      | 1974 | 185  | 94   | L    | TPS                   |
| 9  | A    | Vadzim Karaga        | 1985 | 174  | 74   | L    | Chimik-SKA Navapolack |
| 11 | A    | Vadzim Bekbulataŭ    | 1970 | 180  | 90   | L    | Homel'                |
| 12 | A    | Henadz' Savilaŭ      | 1976 | 190  | 89   | R    | Keramin Minsk         |
| 13 | A    | Andrėj Kavalëŭ       | 1966 | 182  | 86   | R    | Bietigheim Steelers   |
| 14 | A    | Aljaksej Strachaŭ    | 1975 | 173  | 83   | L    | Homel'                |
| 15 | D    | Aljaksandr Aljakseev | 1968 | 185  | 82   | L    | Homel'                |
| 19 | A    | Jaraslaŭ Čuprys      | 1981 | 178  | 89   | L    | Keramin Minsk         |
| 22 | A    | Sjarhej Zadzjalënaŭ  | 1976 | 178  | 90   | L    | Homel'                |
| 23 | A    | Andrėj Kascicyn      | 1985 | 185  | 83   | L    | CSKA Mosca            |
| 24 | A    | Dzmitryj Starascenka | 1973 | 182  | 90   | L    | Dinamo Mosca          |
| 26 | D    | Sjarhej Stas'        | 1974 | 181  | 90   | L    | Krefeld Pinguine      |
| 27 | A    | Aljaksandr Žurik     | 1975 | 193  | 96   | L    | CSKA Mosca            |
| 29 | A    | Uladzimir Cyplakoŭ   | 1969 | 188  | 87   | L    | Ak Bars Kazan’        |
| 30 | D    | Uladzimir Kopac'     | 1971 | 182  | 79   | L    | Keramin Minsk         |
| 31 | P    | Andrėj Mezin         | 1974 | 180  | 77   | L    | Ak Bars Kazan’        |
| 32 | A    | Dzmitryj Pankoŭ      | 1974 | 184  | 90   | L    | Metallurg Novok.      |
| 33 | P    | Leanid Gryšukevič    | 1978 | 175  | 85   | L    | Keramin Minsk         |
| 37 | A    | Andrėj Rasol'ka      | 1968 | 177  | 83   | R    | Neftechimik           |
| 71 | A    | Aljaksej Kaljužny    | 1977 | 178  | 86   | R    | Severstal’            |
| 77 | A    | Jaŭhen Esaulaŭ       | 1977 | 180  | 80   | L    | Homel'                |

LEGENDA:

P = Portiere, D = Difensore, A = Attaccante, L = sinistra, R = destra

### Canada
Allenatore:  Andy Murray.
Lista dei convocati aggiornata all'11 maggio 2003.
| N. | Pos. | Nome               | Anno | Alt. | Peso | Tiro | Squadra            |
| -- | ---- | ------------------ | ---- | ---- | ---- | ---- | ------------------ |
| 1  | P    | Sean Burke         | 1967 | 193  | 95   | L    | Phoenix Coyotes    |
| 2  | D    | Eric Brewer        | 1979 | 191  | 100  | L    | Edmonton Oilers    |
| 4  | D    | Jay Bouwmeester    | 1983 | 193  | 96   | L    | Florida Panthers   |
| 6  | D    | Jamie Heward       | 1971 | 191  | 91   | R    | Ginevra-Servette   |
| 8  | A    | Daniel Brière      | 1977 | 178  | 80   | R    | Buffalo Sabres     |
| 10 | A    | Shawn Horcoff      | 1978 | 185  | 92   | L    | Edmonton Oilers    |
| 11 | D    | Mathieu Dandenault | 1976 | 183  | 91   | R    | Detroit Red Wings  |
| 12 | A    | Patrick Marleau    | 1979 | 188  | 86   | L    | San Jose Sharks    |
| 15 | A    | Dany Heatley       | 1981 | 191  | 98   | L    | Atlanta Thrashers  |
| 17 | A    | Kyle Calder        | 1981 | 181  | 82   | L    | Chicago Blackhawks |
| 18 | A    | Kirk Maltby        | 1976 | 183  | 86   | R    | Detroit Red Wings  |
| 19 | A    | Shane Doan - A     | 1976 | 188  | 91   | R    | Phoenix Coyotes    |
| 20 | A    | Jan Alston         | 1969 | 190  | 89   | R    | ZSC Lions          |
| 22 | A    | Anson Carter       | 1974 | 185  | 91   | R    | New York Rangers   |
| 23 | D    | Cory Cross         | 1971 | 196  | 100  | L    | Edmonton Oilers    |
| 24 | D    | Steve Staios - A   | 1973 | 185  | 91   | R    | Edmonton Oilers    |
| 28 | A    | Steven Reinprecht  | 1976 | 183  | 86   | L    | Colorado Avalanche |
| 31 | P    | Roberto Luongo     | 1979 | 191  | 93   | L    | Florida Panthers   |
| 33 | A    | Kris Draper - A    | 1971 | 181  | 86   | L    | Detroit Red Wings  |
| 36 | A    | Krys Kolanos       | 1981 | 188  | 93   | R    | Phoenix Coyotes    |
| 43 | P    | Martin Biron       | 1977 | 188  | 79   | L    | Buffalo Sabres     |
| 52 | D    | Craig Rivet        | 1974 | 191  | 92   | R    | Montreal Canadiens |
| 89 | A    | Mike Comrie        | 1980 | 175  | 79   | L    | Edmonton Oilers    |
| 94 | A    | Ryan Smyth - C     | 1976 | 183  | 88   | L    | Edmonton Oilers    |

LEGENDA:

P = Portiere, D = Difensore, A = Attaccante, L = sinistra, R = destra

### Lettonia
Allenatore:  Curt Lindström.
Lista dei convocati aggiornata all'11 maggio 2003.
| N. | Pos. | Nome                   | Anno | Alt. | Peso | Tiro | Squadra               |
| -- | ---- | ---------------------- | ---- | ---- | ---- | ---- | --------------------- |
| 1  | P    | Artūrs Irbe            | 1967 | 175  | 82   | L    | Carolina Hurricanes   |
| 2  | D    | Rodrigo Laviņš         | 1974 | 180  | 80   | L    | Dinamo Mosca          |
| 3  | D    | Arvīds Reķis           | 1979 | 182  | 95   | L    | Peoria Rivermen       |
| 5  | A    | Jānis Sprukts          | 1982 | 190  | 108  | L    | Acadie-Bathurst Titan |
| 6  | D    | Vents Feldmanis        | 1977 | 176  | 79   | L    | Liepājas Metalurgs    |
| 7  | D    | Kārlis Skrastiņš       | 1974 | 188  | 85   | L    | Nashville Predators   |
| 8  | A    | Vjačeslavs Fanduls     | 1969 | 179  | 79   | L    | Porin Ässät           |
| 9  | A    | Ģirts Ankipāns         | 1975 | 185  | 88   | L    | EV Landshut           |
| 11 | A    | Sergejs Čubars         | 1976 | 180  | 80   | L    | Herlev Hornets        |
| 13 | A    | Grigorijs Panteļejevs  | 1972 | 175  | 83   | L    | Pelicans              |
| 14 | A    | Leonīds Tambijevs      | 1970 | 177  | 80   | R    | Torpedo N. Novg.      |
| 16 | A    | Aleksejs Širokovs      | 1971 | 182  | 85   | R    | Liepājas Metalurgs    |
| 17 | A    | Aleksandrs Ņiživijs    | 1976 | 175  | 75   | R    | Molot-Prikam'e Perm'  |
| 21 | A    | Aleksandrs Kerčs       | 1967 | 176  | 83   | R    | SKA Pietroburgo       |
| 22 | D    | Oļegs Sorokins         | 1974 | 178  | 80   | L    | Porin Ässät           |
| 23 | D    | Atvars Tribuncovs      | 1976 | 190  | 89   | L    | Salavat Julaev        |
| 24 | A    | Vadims Romanovskis     | 1978 | 180  | 79   | L    | Riga 2000             |
| 25 | D    | Krišjānis Rēdlihs      | 1981 | 189  | 86   | L    | Albany River Rats     |
| 27 | A    | Aleksandrs Semjonovs   | 1972 | 179  | 80   | L    | Aalborg               |
| 29 | A    | Aigars Cipruss         | 1972 | 175  | 78   | L    | SaiPa                 |
| 30 | P    | Sergejs Naumovs        | 1969 | 179  | 79   | L    | SKA Pietroburgo       |
| 32 | P    | Edgars Masaļskis       | 1980 | 180  | 79   | L    | Mörrums GoIS IK       |
| 81 | A    | Aleksandrs Macijevskis | 1975 | 176  | 78   | L    | Odense Bulldogs       |

LEGENDA:

P = Portiere, D = Difensore, A = Attaccante, L = sinistra, R = destra

### Svezia
Allenatore:  Hardy Nilsson.
Lista dei convocati aggiornata all'11 maggio 2003.
| N. | Pos. | Nome               | Anno | Alt. | Peso | Tiro | Squadra                |
| -- | ---- | ------------------ | ---- | ---- | ---- | ---- | ---------------------- |
| 6  | D    | Magnus Johansson   | 1973 | 178  | 82   | R    | Västra Frölunda HC     |
| 7  | D    | Per Gustafsson     | 1970 | 188  | 90   | L    | HV71                   |
| 8  | D    | Niklas Kronwall    | 1981 | 182  | 79   | L    | Djurgården             |
| 9  | A    | Peter Nordström    | 1974 | 187  | 88   | L    | Färjestad              |
| 11 | A    | Per-Johan Axelsson | 1975 | 185  | 80   | L    | Boston Bruins          |
| 13 | A    | Mats Sundin - C    | 1971 | 195  | 102  | R    | Toronto Maple Leafs    |
| 14 | D    | Mattias Norström   | 1972 | 188  | 91   | L    | Los Angeles Kings      |
| 17 | A    | Mathias Johansson  | 1974 | 187  | 91   | L    | Pittsburgh Penguins    |
| 18 | A    | Marcus Nilson      | 1978 | 188  | 88   | R    | Florida Panthers       |
| 19 | A    | Mikael Renberg     | 1972 | 188  | 100  | L    | Toronto Maple Leafs    |
| 20 | A    | Henrik Zetterberg  | 1980 | 183  | 82   | L    | Detroit Red Wings      |
| 21 | A    | Peter Forsberg - A | 1976 | 184  | 94   | L    | Colorado Avalanche     |
| 23 | D    | Ronnie Sundin      | 1970 | 186  | 98   | L    | Västra Frölunda HC     |
| 24 | A    | Niklas Andersson   | 1971 | 176  | 80   | L    | Västra Frölunda HC     |
| 25 | D    | Thomas Rhodin      | 1971 | 181  | 90   | R    | Färjestad              |
| 28 | D    | Dick Tärnström     | 1975 | 186  | 92   | L    | Pittsburgh Penguins    |
| 30 | P    | Henrik Lundqvist   | 1982 | 185  | 83   | L    | Västra Frölunda HC     |
| 32 | P    | Mikael Tellqvist   | 1976 | 182  | 84   | L    | St. John's Maple Leafs |
| 34 | D    | Daniel Tjärnqvist  | 1976 | 188  | 88   | L    | Atlanta Thrashers      |
| 35 | P    | Tommy Salo         | 1971 | 182  | 79   | L    | Edmonton Oilers        |
| 44 | A    | Jonas Höglund      | 1972 | 193  | 98   | L    | Toronto Maple Leafs    |
| 51 | A    | Mika Hannula       | 1979 | 176  | 86   | R    | Malmö                  |
| 72 | A    | Jörgen Jönsson - A | 1972 | 180  | 81   | L    | Färjestad              |
| 76 | A    | Johan Davidsson    | 1976 | 185  | 89   | L    | HV71                   |
| 79 | A    | Mathias Tjärnqvist | 1979 | 189  | 90   | L    | Djurgården             |

LEGENDA:

P = Portiere, D = Difensore, A = Attaccante, L = sinistra, R = destra

## Gruppo D

### Austria
Allenatore:  Herbert Pöck.
Lista dei convocati aggiornata all'11 maggio 2003.
| N. | Pos. | Nome                  | Anno | Alt. | Peso | Tiro | Squadra          |
| -- | ---- | --------------------- | ---- | ---- | ---- | ---- | ---------------- |
| 4  | D    | Gerhard Unterluggauer | 1976 | 177  | 88   | L    | DEG Metro Stars  |
| 7  | D    | Rob Doyle             | 1964 | 181  | 82   | R    | Lustenau         |
| 10 | A    | Christian Perthaler   | 1968 | 185  | 90   | L    | Black Wings Linz |
| 11 | A    | Thomas Koch           | 1983 | 174  | 77   | L    | KAC              |
| 12 | A    | Mark Szücs            | 1976 | 177  | 78   | L    | Black Wings Linz |
| 15 | A    | Oliver Setzinger      | 1983 | 183  | 84   | L    | Vienna Capitals  |
| 17 | A    | Thomas Pöck           | 1981 | 184  | 88   | L    | UMass Minutemen  |
| 18 | A    | Kent Salfi            | 1971 | 178  | 82   | L    | Villacher SV     |
| 19 | A    | Philipp Lukas         | 1979 | 177  | 84   | R    | Black Wings Linz |
| 20 | A    | Daniel Welser         | 1983 | 180  | 84   | L    | KAC              |
| 21 | A    | Matthias Trattnig     | 1979 | 185  | 95   | L    | Djurgården       |
| 24 | A    | Raimund Divis         | 1978 | 184  | 81   | L    | Feldkirch 2000   |
| 25 | P    | Michael Suttnig       | 1973 | 178  | 75   | L    | KAC              |
| 29 | A    | Christoph Brandner    | 1975 | 195  | 97   | L    | Krefeld Pinguine |
| 30 | D    | Herbert Hohenberger   | 1969 | 182  | 90   | R    | Villacher SV     |
| 31 | P    | Claus Dalpiaz         | 1971 | 175  | 74   | L    | Innsbruck        |
| 32 | D    | André Lakos           | 1979 | 203  | 103  | R    | Vienna Capitals  |
| 38 | P    | Gert Prohaska         | 1976 | 183  | 83   | L    | Villacher SV     |
| 47 | D    | Philippe Lakos        | 1980 | 192  | 100  | R    | Vienna Capitals  |
| 49 | A    | Martin Hohenberger    | 1977 | 186  | 93   | L    | Innsbruck        |
| 55 | D    | Robert Lukas          | 1978 | 181  | 84   | L    | Black Wings Linz |
| 74 | A    | Dieter Kalt - C       | 1974 | 175  | 83   | R    | Färjestad        |
| 96 | D    | Peter Kasper          | 1974 | 182  | 88   | R    | Innsbruck        |

LEGENDA:

P = Portiere, D = Difensore, A = Attaccante, L = sinistra, R = destra

### Finlandia
Allenatore:  Hannu Aravirta.
Lista dei convocati aggiornata all'11 maggio 2003.
| N. | Pos. | Nome                 | Anno | Alt. | Peso | Tiro | Squadra               |
| -- | ---- | -------------------- | ---- | ---- | ---- | ---- | --------------------- |
| 2  | D    | Marko Kiprusoff      | 1972 | 184  | 89   | R    | Kloten Flyers         |
| 3  | D    | Petteri Nummelin - A | 1972 | 178  | 83   | L    | Lugano                |
| 4  | D    | Kimmo Timonen        | 1975 | 178  | 88   | L    | Nashville Predators   |
| 5  | A    | Sami Helenius        | 1974 | 199  | 104  | L    | Chicago Blackhawks    |
| 6  | D    | Ossi Väänänen        | 1980 | 191  | 94   | L    | Phoenix Coyotes       |
| 7  | D    | Aki-Petteri Berg     | 1977 | 193  | 97   | L    | Toronto Maple Leafs   |
| 8  | A    | Teemu Selänne - A    | 1970 | 183  | 93   | R    | San Jose Sharks       |
| 9  | D    | Toni Lydman          | 1977 | 185  | 90   | L    | Calgary Flames        |
| 10 | A    | Esa Pirnes           | 1977 | 184  | 86   | L    | Tappara               |
| 11 | A    | Saku Koivu - C       | 1974 | 179  | 82   | L    | Montreal Canadiens    |
| 12 | A    | Olli Jokinen         | 1978 | 188  | 90   | L    | Florida Panthers      |
| 14 | A    | Niklas Hagman        | 1979 | 184  | 90   | L    | Florida Panthers      |
| 16 | A    | Ville Peltonen       | 1973 | 180  | 84   | L    | Jokerit               |
| 17 | A    | Tomi Kallio          | 1977 | 184  | 85   | L    | Västra Frölunda HC    |
| 18 | A    | Tony Virta           | 1972 | 178  | 86   | L    | Södertälje SK         |
| 20 | A    | Antti Miettinen      | 1980 | 182  | 84   | R    | HPK                   |
| 22 | A    | Mikko Eloranta       | 1972 | 183  | 86   | L    | Los Angeles Kings     |
| 23 | A    | Tommi Santala        | 1979 | 190  | 95   | R    | HPK                   |
| 29 | A    | Lasse Pirjetä        | 1974 | 192  | 103  | L    | Columbus Blue Jackets |
| 30 | P    | Jani Hurme           | 1975 | 183  | 85   | L    | Florida Panthers      |
| 31 | P    | Pasi Nurminen        | 1975 | 178  | 88   | L    | Atlanta Thrashers     |
| 32 | A    | Kimmo Rintanen       | 1973 | 181  | 88   | L    | Kloten Flyers         |
| 34 | P    | Kari Lehtonen        | 1983 | 191  | 88   | L    | Jokerit               |
| 36 | A    | Juha Ylönen          | 1972 | 184  | 84   | L    | Espoo Blues           |
| 44 | D    | Janne Niinimaa       | 1975 | 186  | 99   | L    | New York Islanders    |

LEGENDA:

P = Portiere, D = Difensore, A = Attaccante, L = sinistra, R = destra

### Rep. Ceca
Allenatore:  Slavomír Lener.
Lista dei convocati aggiornata all'11 maggio 2003.
| N. | Pos. | Nome                | Anno | Alt. | Peso | Tiro | Squadra               |
| -- | ---- | ------------------- | ---- | ---- | ---- | ---- | --------------------- |
| 5  | D    | Martin Richter      | 1977 | 184  | 90   | R    | Sparta Praga          |
| 6  | D    | Jaroslav Špaček - A | 1974 | 180  | 90   | L    | Columbus Blue Jackets |
| 7  | D    | Pavel Trnka         | 1976 | 188  | 90   | L    | Florida Panthers      |
| 8  | A    | Michal Sup          | 1973 | 179  | 78   | L    | Slavia Praga          |
| 9  | A    | David Výborný       | 1975 | 178  | 85   | L    | Columbus Blue Jackets |
| 15 | D    | Tomáš Kaberle       | 1978 | 188  | 86   | L    | Toronto Maple Leafs   |
| 16 | A    | Jindřich Kotrla     | 1975 | 185  | 84   | L    | Litvínov              |
| 17 | A    | Jaroslav Hlinka     | 1976 | 179  | 83   | L    | Kloten Flyers         |
| 18 | A    | Milan Michálek      | 1984 | 187  | 96   | L    | České Budějovice      |
| 19 | A    | Radim Vrbata        | 1981 | 185  | 85   | R    | Carolina Hurricanes   |
| 21 | A    | Robert Reichel - C  | 1971 | 178  | 84   | L    | Toronto Maple Leafs   |
| 23 | A    | Milan Hejduk        | 1976 | 180  | 84   | R    | Colorado Avalanche    |
| 24 | A    | Jiří Hudler         | 1984 | 177  | 72   | L    | Ak Bars Kazan’        |
| 25 | D    | Jan Hejda           | 1978 | 190  | 95   | L    | Slavia Praga          |
| 27 | A    | Jan Hlaváč          | 1976 | 183  | 83   | L    | Carolina Hurricanes   |
| 28 | A    | Martin Straka       | 1972 | 178  | 82   | L    | Pittsburgh Penguins   |
| 29 | P    | Tomáš Vokoun        | 1976 | 183  | 83   | R    | Nashville Predators   |
| 35 | P    | Jiří Trvaj          | 1974 | 182  | 75   | L    | Vítkovice Steel       |
| 44 | D    | Jaroslav Modrý      | 1971 | 188  | 99   | L    | Los Angeles Kings     |
| 45 | P    | Roman Málek         | 1977 | 180  | 73   | L    | Slavia Praga          |
| 63 | A    | Josef Vašíček       | 1980 | 194  | 90   | L    | Carolina Hurricanes   |
| 72 | D    | Pavel Kolařík       | 1977 | 185  | 94   | R    | Slavia Praga          |
| 77 | D    | Petr Kadlec         | 1977 | 180  | 81   | L    | Slavia Praga          |
| 91 | A    | Radek Duda          | 1979 | 185  | 89   | L    | Slavia Praga          |
| 96 | A    | Jaroslav Balaštík   | 1979 | 189  | 90   | L    | HPK                   |

LEGENDA:

P = Portiere, D = Difensore, A = Attaccante, L = sinistra, R = destra

### Slovenia
Allenatore:  Matjaž Sekelj.
Lista dei convocati aggiornata all'11 maggio 2003.
| N. | Pos. | Nome              | Anno | Alt. | Peso | Tiro | Squadra          |
| -- | ---- | ----------------- | ---- | ---- | ---- | ---- | ---------------- |
| 2  | D    | Bojan Zajc        | 1965 | 185  | 92   | R    | Olimpija Lubiana |
| 3  | D    | Robert Ciglenečki | 1974 | 194  | 98   | R    | Olimpija Lubiana |
| 4  | D    | Andrej Brodnik    | 1970 | 188  | 90   | R    | Olimpija Lubiana |
| 6  | D    | Aleš Kranjc       | 1981 | 181  | 89   | L    | HK Jesenice      |
| 8  | A    | Edo Terglav       | 1980 | 184  | 90   | L    | Olimpija Lubiana |
| 9  | A    | Tomaž Razingar    | 1979 | 185  | 90   | L    | HK Jesenice      |
| 10 | A    | Mitja Šivic       | 1979 | 178  | 82   | L    | THK Tver'        |
| 12 | A    | Grega Por         | 1977 | 179  | 82   | L    | HK Jesenice      |
| 13 | A    | Luka Žagar        | 1978 | 181  | 90   | L    | Olimpija Lubiana |
| 14 | A    | Dejan Kontrec     | 1970 | 178  | 78   | L    | Olimpija Lubiana |
| 16 | A    | Boris Pretnar     | 1978 | 176  | 82   | R    | HK Jesenice      |
| 17 | D    | Jurij Goličič     | 1981 | 184  | 87   | L    | Olimpija Lubiana |
| 18 | A    | Gregor Polončič   | 1981 | 187  | 88   | L    | Oceláři Trinec   |
| 20 | P    | Robert Kristan    | 1983 | 182  | 83   | L    | Olimpija Lubiana |
| 21 | A    | Jaka Avgustinčič  | 1976 | 179  | 83   | R    | Olimpija Lubiana |
| 22 | A    | Marcel Rodman     | 1981 | 185  | 89   | R    | Graz 99ers       |
| 23 | D    | Damjan Dervarič   | 1982 | 182  | 90   | L    | Olimpija Lubiana |
| 24 | A    | Tomaž Vnuk        | 1970 | 177  | 82   | R    | Feldkirch 2000   |
| 25 | D    | Elvis Bešlagič    | 1973 | 180  | 89   | L    | VER Selb         |
| 27 | D    | Miha Rebolj       | 1977 | 184  | 95   | L    | HK Jesenice      |
| 28 | P    | Klemen Mohorič    | 1975 | 181  | 81   | L    | Keramin Minsk    |
| 29 | A    | Anže Terlikar     | 1980 | 184  | 87   | L    | HK Jesenice      |
| 30 | P    | Gaber Glavič      | 1978 | 182  | 83   | L    | HK Jesenice      |
| 33 | A    | Ivo Jan           | 1975 | 180  | 82   | R    | Olimpija Lubiana |
| 34 | A    | Peter Rožič       | 1974 | 183  | 90   | L    | Olimpija Lubiana |

LEGENDA:

P = Portiere, D = Difensore, A = Attaccante, L = sinistra, R = destra